# Denisovit
Denisovit ist ein sehr selten vorkommendes Mineral aus der Mineralklasse der „Silikate und Germanate“ mit der idealisierten chemischen Zusammensetzung KCa2Si3O8F und ist damit chemisch gesehen ein Kalium-Calcium-Silikat mit zusätzlichen Fluor-Ionen. Da allerdings bei natürlichen Denisovit-Proben ein Teil des Kaliums durch Natrium sowie ein Teil des Fluors durch Hydroxidionen ersetzt (substituiert) sein kann, wird dies durch die entsprechende Mischformel Ca2(K,Na)[Si3O8(F,OH)] ausgedrückt.
Denisovit kristallisiert im monoklinen Kristallsystem und entwickelt meist parallele Aggregate aus nadeligen bis säuligen Kristalle von 10 bis 15 cm Größe. Das Mineral ist von grünlichgrauer bis silbergrauer Farbe, in Aggregatform durchscheinend, und weist auf der Oberfläche einen perlmutt- bis seidenähnlichen Glanz auf.

## Etymologie und Geschichte
Erstmals entdeckt wurde Denisovit 1982 in einem Natrolith-Gang am Südhang des Eweslogtschorr und im Material'naya-Stollen am Yukspor in den Chibinen in der Oblast Murmansk auf der russischen Halbinsel Kola. Beide Fundorte gelten daher als Typlokalität für Denisovit.
Wissenschaftlich beschrieben wurde das Mineral durch Yuri P. Men'shikov, der es nach Aleksander Petrowitsch Denisow (Александр Петрович Денисов, 1918–1972), einem russischen Spezialisten für Röntgenuntersuchungen von Mineralien im Wissenschaftszentrum Apatity, benannte. Die vollständige Mineralbeschreibung und der gewählte Name wurde bei der International Mineralogical Association (IMA) zur Prüfung eingereicht (Eingangs-Nr. der IMA: 1982-031) und anerkannt. Die Publikation der Neuentdeckung folgte 1984 zunächst auf Russisch im Fachmagazin Zapiski Vsesoyuznogo Mineralogicheskogo Obshchestva und wurde ein Jahr später unter der Rubrik New Minerals im American Mineralogist vorgestellt.
Typmaterial des Minerals wird im Geologischen Museum des Wissenschaftszentrums der Russischen Akademie der Wissenschaften in Apatity auf der Halbinsel Kola unter der Katalog-Nr. 557/1–2; im Bergbau-Museum der Staatlichen Bergbau-Universität Sankt Petersburg in Sankt Petersburg unter der Katalog-Nr. 1295/1–2; im Mineral Preserve Museum in Miass unter der Katalog-Nr. 5392; im Mineralogischen Museum der Russischen Akademie der Wissenschaften in Moskau unter den Katalog-Nr. 82762 und vis4773 sowie im Natural History Museum in London unter der Katalog-Nr. 1994,7 aufbewahrt.

## Klassifikation
In der veralteten 8. Auflage der Mineralsystematik nach Strunz war der Denisovit noch nicht aufgeführt.
In der zuletzt 2018 überarbeiteten Lapis-Systematik nach Stefan Weiß, die formal auf der alten Systematik von Karl Hugo Strunz in der 8. Auflage basiert, erhielt das Mineral die System- und Mineralnummer VIII/F.18-070. Dies entspricht der Klasse der „Silikate“ und dort der Abteilung „Ketten- und Bandsilikate“, wo Denisovit zusammen mit Barrydawsonit-(Y), Bustamit, Cascandit, Ferrobustamit, Foshagit, Jennit, Mendigit, Murakamiit, Pektolith, Schizolith, Serandit, Steedeit, Tanohatait, Trabzonit, Vistepit, Wollastonit und Yangit eine unbenannte Gruppe mit der Systemnummer VIII/F.18 bildet.
Die von der International Mineralogical Association (IMA) zuletzt 2009 aktualisierte 9. Auflage der Strunz’schen Mineralsystematik ordnet den Denisovit in die Klasse der „Silikate und Germanate“ und dort in die Abteilung „Unklassifizierte Silikate“ ein. Hier ist das Mineral in der Unterabteilung „Mit Alkali- und Erdalkali-Elementen“ zu finden, wo es als einziges Mitglied eine unbenannte Gruppe mit der Systemnummer 9.HA.85 bildet.
In der vorwiegend im englischen Sprachraum gebräuchlichen Systematik der Minerale nach Dana hat Denisovit die System- und Mineralnummer 65.02.01.07. Das entspricht der Klasse der „Silikate“ und dort der Abteilung „Kettensilikatminerale“. Hier findet er sich innerhalb der Unterabteilung „Kettensilikate: Einfache unverzweigte Ketten, W=1 mit Ketten P=3“ in der „Wollastonitgruppe“, in der auch Wollastonit-1A, Wollastonit-2M, Wollastonit-3A-4A-5A-7A, Bustamit, Ferrobustamit, Pektolith, Serandit, Cascandit und Tanohatait eingeordnet sind.

## Kristallstruktur
Denisovit kristallisiert monoklin in bisher nicht definierter Raumgruppe mit den Gitterparametern a = 30,92 Å; b = 7,20 Å; c = 18,27 Å und β = 95° sowie 20 Formeleinheiten pro Elementarzelle.

## Bildung und Fundorte
Denisovit bildet sich in Nephelinsyenit in einem differenzierten Alkaligesteinsmassiv.
An seiner Typlokalität in den Chibinen fanden sich als Begleitminerale neben Nephelin unter anderem noch Kalifeldspat, Aegirin, Apatit, Biotit, Fluorit und Yuksporit. An dem bisher einzigen weiteren bekannten Fundort (Stand 2017), dem Murun-Massiv im Aldanhochland in der Republik Sacha (Jakutien) im Fernen Osten Russlands, trat noch Kalsilit als Begleitmineral hinzu.